# Yad LeAhim
Yad LeAhim est une organisation israélienne juive orthodoxe, luttant contre les sectes et les mariages mixtes en Israël. Elle est dirigée par le rabbin Shalom Dov Lipschitz.
Cette association aide chaque année des dizaines de femmes à fuir des villages palestiniens où leur mari palestinien leur fait vivre un calvaire.

## Création de l'organisation
L'organisation est créée en 1950, dans le but d'aider les nouveaux immigrants à trouver un cadre religieux approprié. Au fil des ans, son attention s'est tournée vers des problèmes plus complexes. Selon l'organisation, en Israël, il y aurait plus de  100 sectes et organisations missionnaires, prenant pour cible les familles en difficulté financière, physique ou morale. La lutte contre les sectes et les activités missionnaires devient l'une des principales activités de Yad LeAhim.
Yad LeAhim(en hébreu : יד לאחים) est une organisation juive orthodoxe en Israël dont l'activité est axée sur le travail de proximité pour combattre les missionnaires non-juifs et les mariages religieux contraires au judaïsme. Composé à la fois d'un personnel rémunérés et de bénévoles, Yad LeAhimest largement financé par des dons venant aussi bien d'Israël que de la diaspora. 

## Histoire
Il a été créé en 1950 et son objectif déclaré était « d'aider les nouveaux immigrants dans un pays récemment créé pour leur permettre de trouver un cadre religieux approprié. Au cours du temps les fondateurs se sont heurtés à l'apparition d'efforts missionnaires dans le nouvel État, puis plus tard à l'assimilation. Il a alors orienté la plus grande partie de ses activités à combattre ces deux problèmes ». Yad LeAhim a d'ailleurs d'autres sections, dont l'une est consacrée à l'assimilation spirituelle des immigrants en provenance de la CEI et qui aide l'inscription des enfants dans des écoles de Talmud Torah ». 

## Principes
Yad LeAhim adhère aux interprétations strictes et rigoureuses du judaïsme Haredi. Les Juifs de cette tendance sont connus pour leur attachement indéfectible à des questions comme l'adhésion à la loi religieuse, la non-assimilation, la décence des vêtements, et le respect du Shabbat et des jours saints. 

## Activité anti-«missionnaire»
L'objectif principal des membres de Yad LeAhima est de s'opposer à l'activité missionnaire non-juive et se veut ainsi contre-missionnaire) du groupe. À en croire leur site [1] que plus de 100 congrégations missionnaires et cultes travailleraient actuellement en Israël. Dans la loi israélienne le prosélytisme est légalement autorisé à toute religion, y compris bien sûr le judaïsme, sauf dans le cas des mineurs. 
Il a également demandé au pape Benoît XVI d'agir pour que l'on apprenne enfin ce que sont devenus des enfants juifs cachés par des catholiques pendant la Shoah et convertis par eux.

## Opposition aux mariages entre Juifs et Arabes
Le site Web de Yad LeAhim proclame : « L'âme juive est un bien précieux et beaucoup trop rare, et nous ne sommes pas prêts à renoncer, même à une seule. C'est pourquoi nous nous battons avec une telle intensité que ce soit pour l'immigrant juif de Russie qui a pris l'habitude de fréquenter le centre missionnaire d'Afoula et la femme juive qui a épousé un Arabe. » 
Yad LeAhim entend protéger les femmes juives contre les mariages avec des Arabes et/ou des musulmans ou d'autres non-Juifs. Yad LeAhim prétend recevoir chaque année plus de mille rapports sur des femmes mariées à des travailleurs étrangers et des Arabes. Yad LeAhim a réalisé des opérations paramilitaires de sauvetage pour arracher des femmes juives à des maris non-juifs et parle avec emphase des femmes sauvées sur son site web.
Le journaliste Dimi Reider a rendu compte de l'enlèvement par Yad LeAhim de femmes juives reprises à des maris non-juifs :
« Par-dessus le marché, nous avons les activités d'un groupe énorme, presque paramilitaire, appelé Yad LeAhim, qui mène des « opérations de sauvetage » dans le style de l’armée pour reprendre des femmes juives à leurs maris non-juifs (le terroriste Jacob Teitel, né en Israël, se vante d’avoir travaillé un certain temps avec eux, ce qu'ils démentent) ; et il ne faudrait pas oublier non plus la campagne insensée de l’Agence juive parlant de partenaires non-juifs qui rafleraient la moitié de la jeunesse juive de la Diaspora

## Plaintes de chrétiens harcelés en Israël
Les chrétiens en Israël se plaignent fréquemment d'être persécutés, harcelés, menacés et agressés par Yad LeAhim et par un groupe similaire, Lev LeAhim. Ils se plaignent également des réactions trop molles de la police],. 
Le Département d'État américain s'est penché sur le harcèlement des chrétiens par Yad LeAhim dans le rapport International sur la liberté religieuse en Israël .
En 1998 et 1999 les Témoins de Jéhovah ont déposé plus de 120 plaintes concernant des cas de harcèlement par ces groupes, mais sans qu'on y donnât suite. Inversement, un membre de Témoins de Jéhovah a été arrêté et inculpé d'« offense au sentiment religieux » pour avoir, dit-on, diffusé de la littérature religieuse à la gare routière centrale de Tel-Aviv central le 1er mars, 1999. Le plaignant était un membre de Yad LeAhim. Le Témoins de Jéhovah a affirmé que c'était lui qu'on avait choisi pour cible en vue de le poursuivre parce qu'il avait déposé cinq plaintes contre Yad LeAhim.